# Dolichotachina discreta
Dolichotachina discreta är en tvåvingeart som beskrevs av Zumpt 1973. Dolichotachina discreta ingår i släktet Dolichotachina och familjen köttflugor.
Artens utbredningsområde är Kongo. Inga underarter finns listade i Catalogue of Life.